# Ghislaine Landry
Ghislaine Landry (Toronto, 27 de abril de 1988) es una jugadora internacional canadiense de rugby 7 y a XV. Ganó una medalla de oro en los Juegos panamericanos de 2015 como miembro del equipo femenino de rugby 7 canadiense. En la temporada 2016-17, Landry sucedió a Jen Kish como capitana del equipo nacional de sevens después de haberla sustituido ya en diciembre de 2016 en Dubái mientras Kish estaba lesionada.

## Vida
Acudió a la universidad de San Francisco Javier. Ella se declaró lesbiana en 2006, y se casó en 2018.
En 2016, Landry fue elegida para el primer equipo olímpico canadiense de rugby 7, para los Juegos Olímpicos de Río 2016, donde ganó la medalla de bronce en un partido contra Gran Bretaña. 
Ha sido la capitana del equipo de sevens canadiense que ha ganado la medalla de bronce en los USA Sevens después de derrotar a los Estados Unidos 31-7, con lo que Canadá ganó 16 puntos en la clasificación de las series mundiales de sevens, donde permanecen en el tercer lugar. Landry terminó el torneo como primera en la puntuación, con 66 puntos. Con ello, Landry ha alcanzado el primer lugar de todos los tiempos en la estadística de HSBC World Rugby Women’s Sevens Series con 706 puntos.